# Mustapha Oukacha
Pour les articles homonymes, voir Oukacha.
Mustapha Oukacha est un homme d'affaires marocain né en 1933 à Casablanca, père de six enfants, il est décédé le 13 novembre 2008 à l'âge de 75 ans. Il était président de la Chambre des conseillers du Maroc entre 2000 et 2008.

## Carrière associative
- Il a été conseiller juridique de la Fédération marocaine de football amateur.
- Il a été président de l'Association d'aide aux personnes démunies de la commune Ben M'sik Sidi Othmane.
- Il a été vice-président de l'Association Carrières centrales et président d'organisations non gouvernementales.
- Il fut vice-président de la Confédération générale des entreprises du Maroc (CGEM).
- Il fut le fondateur de l'Association marocaine des armateurs de la pêche hauturière dont il fut également le président pendant 11 ans.

## Carrière politique
- En 1970, il fut président de la commune rurale de Ouled Ziane dans la Province de Benslimane.
- En 1983, il remporte les législatives dans la Province de Settat sous les couleurs du RNI dont il a été l'un des fondateurs.
- En 1997, il est élu vice-président de la chambre des conseillers et fut élu président en 2000, 2003 et reconduit en 2006.
- Il est aussi élu député au Parlement arabe.
- Le 25 février 2009, le bâtiment du Parlement Marocain prend le nom de Mustapha Oukacha en hommage à ses services rendus pour le royaume du Maroc.
- Son fils, Hassan Oukacha, reprend la présidence de la commune rurale de Ouled Ziane.